# Чжоу Лі
Чжоу Лі (кит.: 周力 Zhōu Lì, * (1955, Шаньдун, КНР) — китайський дипломат, Надзвичайний і Повноважний Посол.

## Біографія
Народився в червні 1955 року, в провинції Шаньдун, КНР. Магістр економіки.
З 1986 по 1989 — третій секретар Департаменту СРСР і Східної Європи МЗС Китаю.
З 1989 по 1991 — третій, другий секретар Посольства КНР в СРСР.
З 1991 по 1994 — другий, перший секретар Посольства КНР в Росії.
З 1994 по 1997 — перший секретар, завідувач відділу Департаменту Східної Європи і Центральної Азії МЗС КНР
З 1997 по 1999 — радник Посольства КНР в Росії.
З 1999 по 2002 — заступник директора Департаменту Східної Європи і Центральної Азії МЗС КНР
З 2002 по 2004 — Повноважний міністр Посольства КНР в Росії.
З 2004 по 2006 — Директор Департаменту Східної Європи і Центральної Азії МЗС КНР.
З лютого 2007 по квітень 2010 — Надзвичайний і Повноважний Посол Китаю в Україні.
З 2010 по квітень 2013 — Надзвичайний і Повноважний Посол Китаю в Казахстані.